# Реслманія 35
Реслманія 35 (англ. Wrestlemania 35) — тридцять п'яте за рахунком pay-per-view — шоу федерації професійного реслінгу WWE з серії PPV «Реслманія», яке відбудеться 7 квітня 2019 на арені «Мет-Лайф Стедіум» в місті Іст-Резерфорд, штат Нью-Джерсі,  США.

## Передісторія
У карді було 16 матчів, серед яких 4 пройшли на прешоу. Ця Реслманія була унікальною тим, що вперше за 35 років існування шоу в головній події вечора змагались жінки.
Ронда Роузі (ч) проти Шарлотт Флер (ч) проти Беккі Лінч
Беккі Лінч виграла другу в історії жіночі Королівську Битву, завдяки чому отримала право змагатись на Реслманії за титул, який вона обере. Наступної ночі на Роу вона кинула виклик Ронді Роузі на матч з Жіночим Чемпіонством Роу на кону. Матч було призначено, однак офіційні представники компанії помітили, що Беккі травмувала ногу, що ставило під сумнів її участь у матчі. Вони спробували змусити її підписати документ, згідно якого компанія не буде відповідальною за те, що з нею може статися. Після того, як Беккі відмовилась, Вінс МакМехон відсторонив її від участі в шоу і замінив у матчі на Шарлотт Флер. Беккі неодноразово порушувала свій термін, ігноруючи навіть погрози щодо можливого арешту. Ронда Роузі сказала, що не погоджується з рішенням керівництва, Беккі заслужила на свій шанс і попросила поновити її, додавши, що не хоче бути чемпіонкою там, де ніхто не отримує те, на що заслуговує і демонстративно залишивши титул на ринзі. Це призвело до того, що Стефані МакМехон призначила поєдинок на шоу Fastlane між Лінч та Флер, додавши умови, що у випадку перемоги Беккі стане третьою учасницею матчу на Реслманії. Беккі не встигла відновитися від травми, тому весь матч Шарлотта домінувала, однак у кінці вийшла Ронда і атакувала Беккі, що призвело до її перемоги шляхом дискваліфікації. Протягом наступного місяця жінки обмінювались неприємними словами та підступними атаками одна на одну. Протягом цього місяця Стефані МакМехон оголосила, що цей поєдинок закриватиме шоу та стане першим в історії жіночим мейн-івентом Реслманії. За два тижні до шоу на Смекдауні Шарлотт перемогла Аску, ставши новою чемпіонкою бренду. На останньому Роу перед Реслманією Стефані МакМехон оголосила, що в матчі обидва титули будуть на кону.
Брок Леснар (ч) проти Сета Роллінса
Сет Роллінс виграв Королівську Битву, отримавши право змагатися на Реслманії за титул, який він обере. Рішення було прийняте не одразу. Після роздумів Сет обрав собі в суперники Брока Леснара, який на той момент був чемпіоном Всесвіту. Брок з'являвся на щотижневих шоу рідко, зазвичай відправлячи туди свого адвоката Пола Хеймана. Сет звинувачував Брока у відсутності професіоналізму, мовляв той, маючи найбільшу зарплатню у компанії не може навіть показатись. Пол не заперечував, висвітлюючи це у хорошому для свого клієнта світлі. Змінюючи тему Хейман казав Роллінсу, що обрати Леснара своїм суперником було помилковим рішенням, оскільки у чемпіона є серйозна перевага у силі та розмірах. Сет нагадував про те, що Брок у минулому мав проблеми у поєдинках проти суперників із антропометрією, подібною до Сетової. Тут він згадував поєдинки Брока проти ЕйДжей Стайлза, Деніела Браяна та Фінна Балора, які будучи набагато меншими за Леснара, ледь не зуміли його перемогти. Пол Хейман відповідав, що навіть попри усі ппоблеми, які Брок зазнавав у тих трьох поєдинках, він все одно виходив із них переможцем і на Реслманії нічого не зміниться. Коли ж чемпіон з'являвся на щотижневому шоу, для претендента це рідко закінчувалося добре. Одного разу дійшло до того, що Брок провів Сету свій коронний маневр F-5 6 разів поспіль.
Деніел Браян (ч) проти Кофі Кінгстона
На одному з епізодів СмекДаун Тріпл Ейч оголосив, що на шоу Клітка Знищення Деніел Браян захищатиме своє чемпіонство WWE від ЕйДжей Стайлза, Ренді Ортона, Самоа Джо, Джеффа Харді та Алі. Пізніше останній зазнав пошкодження і Кофі Кінгстон замінив його. На шляху до того матчу його учасники часто зіштовхувались між собою у різних поєдинках і Кофі в них виглядав дуже впевнено, здобувши декілька серйозних перемог, у тому числі утримавши на лопатках чемпіона WWE. На самому шоу під кінець поєдинку Кофі та Деніел залишились один на один. Претендент був близьким до перемоги, однак чемпіон вистояв. Ближче до шоу Fastlane стало відомо, що на ньому Деніел Браян захищатиме титул від Кофі Кінгстона. Невдовзі пройшло офіційне підписання контракту між учасниками поєдинку. Тоді Кофі сказав, що чекав 11 років на цю можливість і нарешті її отримав. Він подякував усім, хто був з ним і пообіцяв, що виграє титул. Перед тим, як підписи під контрактом були офіційно поставлені, вийшов Вінс МакМехон і сказав, що при всій повазі до Кофі, це серйозні справи, тому він замінює Кінгстона у тому матчі. Не маючи альтернатив, Вінс замінює Кофі на виконавця, який більше заслуговує на цю можливість, оскільки є кращим від нього. Ним виявився Кевін Оуенс, який на тому шоу повернувся після травми, отриманої півроку тому. На шоу Fastlane Кофі разом зі своїми партенрами Біг І та Ксавьєром Вудсом пішли до офісу Вінса МакМехона, вмовляючи того зробити матч за чемпіонство WWE трьохстороннім. Після довгих переговорів, глава компанії погодився додати ще одного учасника до титульного матчу і наказав Кофі йти до рингу, бо його поєдинок буде наступним. Однак там на Кінгстона чекало розчарування. Замість титульного матчу, він отримав нерівний поєдинок, в якому сам протистояв Шеймусу та Сезаро. Будучи в меншості, Кофі програв, а третім учасником матчу за чемпіонство WWE став Алі, який повернувся після свого пошкодження. Деніел утримав Алі та зберіг титул. Після того розлючений Кофі питав Вінса, чому той не може дати йому титульний поєдинок. Вінс сказав, що Кофі це просто другосортний виконавець, який не заслуговує на подібні можливості. Кофі спитав, що він може зробити, щоб довести неправоту Вінса. Той сказав, що Кофі відправиться на Реслманію, якщо зможе виграти п'ять матчів поспіль. Суперниками стали Сезаро, Шеймус, Роуен, Самоа Джо та Ренді Ортон. Кофі зумів перемогти п'ятьох оппонентів і після матчу Вінс вийшов і сказав, що Кінгстон відправиться на Реслманію... якщо переможе ще одного суперника. Ним став Деніел Браян. Деніел здобув перемогу в тому матчі, закривши для Кофі дорогу на головне шоу року. Наступного тижня Біг І та Ксавьєр Вудс висунили свої претензії до Вінса. Той сказав, що завжди вважав Кофі другосортним бійцем, так само, як вважав їхне тріо другосортною командою. Тому він спитав Кофі, чи готовий той довірити свою долю своїм друзям, сказавши, що якщо вони зуміють виграти 5 командних поєдинків поспіль, Кофі вирушить на Реслманію. Кінгстон погодився. Суперниками Біг І та Ксавьєра були : Шеймус та Сезаро, Брати Усо, Деніел Браян та Роуен, Русєв і Шинске Накамура, а також Люк Гелловз та Карл Андерсон. Партенри Кофі зуміли перемогти, завдяки чому він отримав титульний матч на Реслманії.